# 11824 Alpaidze
11824 Alpaidze eller 1982 SO5 är en asteroid i huvudbältet som upptäcktes den 16 september 1982 av den ryska astronomen Ljudmila Tjernych vid Krims astrofysiska observatorium på Krim. Den är uppkallad efter Galaktion Alpaidze.